# Finlandia na Zimowych Igrzyskach Paraolimpijskich 2010
Reprezentacja Finlandii na Zimowe Igrzyska Paraolimpijskie 2010 liczyła 5 zawodników (1 w narciarstwie alpejskim, 4 w biegach narciarskich i 2 w biathlonie).

## Kadra

### Narciarstwo alpejskie

#### Kobiety
| Zawodniczka    | Konkurencja            | Czas    | Pozycja | Źródło |
| -------------- | ---------------------- | ------- | ------- | ------ |
| Katja Saarinen | Slalom gigant stojąc   | DNF     | DNF     | [ 1 ]  |
| Katja Saarinen | Superkombinacja stojąc | 2:45.41 | 9.      | [ 2 ]  |
| Katja Saarinen | Supergigant stojąc     | 1:44.64 | 11.     | [ 3 ]  |
| Katja Saarinen | Slalom stojąc          | 2:08.05 | 10.     | [ 4 ]  |

### Biegi narciarskie

#### Biegi sprinterskie

##### Mężczyźni
| Zawodnik        | Konkurencja                         | Wynik                 | Pozycja | Źródło |
| --------------- | ----------------------------------- | --------------------- | ------- | ------ |
| Ilkka Tuomisto  | Sprint na 1 km stojąc               | 3. miejsce w finale   | brąz    | [ 5 ]  |
| Jarmo Ollanketo | Sprint na 1 km osób z wadami wzroku | Odpadł w półfinale    | 6.      | [ 6 ]  |
| Rudolf Klemetti | Sprint na 1 km osób z wadami wzroku | Odpadł w eliminacjach | 18.     | [ 6 ]  |

##### Kobiety
| Zawodnik        | Konkurencja           | Wynik               | Pozycja | Źródło |
| --------------- | --------------------- | ------------------- | ------- | ------ |
| Maija Loytynoja | Sprint na 1 km stojąc | Odpadła w półfinale | 6.      | [ 7 ]  |

#### Biegi dystansowe

##### Mężczyźni
| Zawodnik        | Konkurencja                        | Czas rzeczywisty | Przelicznik czasu | Czas końcowy | Pozycja | Źródło |
| --------------- | ---------------------------------- | ---------------- | ----------------- | ------------ | ------- | ------ |
| Ilkka Tuomisto  | Bieg na 10 km stojąc               | 31:16.4          | 0,92              | 28:46.3      | 9.      | [ 8 ]  |
| Ilkka Tuomisto  | Bieg na 20 km stojąc               | 1:00:18.1        | 0,97              | 58:29.6      | 11.     | [ 9 ]  |
| Jarmo Ollanketo | Bieg na 10 km osób z wadami wzroku | 32:25.7          | 0,98              | 31:46.8      | 11.     | [ 10 ] |
| Rudolf Klemetti | Bieg na 10 km osób z wadami wzroku | 34:15.1          | 0,98              | 33:34.0      | 13.     | [ 10 ] |
| Rudolf Klemetti | Bieg na 20 km osób z wadami wzroku | 1:03:52.2        | 0,98              | 1:02:35.6    | 12.     | [ 11 ] |

##### Kobiety
| Zawodniczka     | Konkurencja         | Czas rzeczywisty | Przelicznik czasu | Czas końcowy | Pozycja | Źródło |
| --------------- | ------------------- | ---------------- | ----------------- | ------------ | ------- | ------ |
| Maija Loytynoja | Bieg na 5 km stojąc | 20:05.1          | 0,92              | 18:28.7      | 9.      | [ 12 ] |

### Biathlon

#### Mężczyźni
| Zawodnik        | Konkurencja                                 | Kwalifikacje | Kwalifikacje | Finał       | Finał             | Finał | Finał               | Finał   | Źródło |
| Zawodnik        | Konkurencja                                 | Czas         | Pozycja      | Ilość pudeł | Przelicznik czasu | Czas  | Strata do zwycięzcy | Pozycja | Źródło |
| --------------- | ------------------------------------------- | ------------ | ------------ | ----------- | ----------------- | ----- | ------------------- | ------- | ------ |
| Jarmo Ollanketo | Bieg pościgowy na 3 km osób z wadami wzroku | 12:46.6      | 12.          | NQ          | NQ                | NQ    | NQ                  | NQ      | [ 13 ] |

#### Kobiety
| Zawodnik        | Konkurencja                         | Kwalifikacje | Kwalifikacje | Finał            | Finał       | Finał             | Finał        | Finał               | Finał   | Źródło |
| Zawodnik        | Konkurencja                         | Czas         | Pozycja      | Czas rzeczywisty | Ilość pudeł | Przelicznik czasu | Czas końcowy | Strata do zwycięzcy | Pozycja | Źródło |
| --------------- | ----------------------------------- | ------------ | ------------ | ---------------- | ----------- | ----------------- | ------------ | ------------------- | ------- | ------ |
| Maija Loytynoja | Bieg pościgowy na 3 km stojąc       | 10:57.5      | 2. Q         | NN               | 0           | 0,97              | —            | 1:35.7              | srebro  | [ 14 ] |
| Maija Loytynoja | Bieg indywidualny na 12,5 km stojąc | —            | —            | 52:18.8          | 0           | 0,97              | 50:44.6      | NN                  | 6.      | [ 15 ] |